# الجمعية الوطنية لمرشدات هايتي
الجمعية الوطنية لمرشدات هايتي هي المنظمة الإرشادية الوطنية لهايتي. تأسست المنظمة في عام 1942، وأصبحت عضوا منتسبا في الرابطة العالمية للمرشدات وفتيات الكشافة في عام 1946 وعضو كامل العضوية في عام 1950. في عام 1962 أصبحت هايتي أول بلد يُصدر طابعاً بريدياً يتضمّن صورة أولاف بادن باول زوجة بادن باول مؤسس الحركة الكشفية. المنظمة للفتيات فقط وتضم 782 عضوة (اعتبارا من عام 2003).